# MSOV
O MSOV (Modular Stand-Off Vehicle) é uma nova Bomba planadora modular stand-off com um alcance de até 100 km (55nm), fabricado pela Israel Military Industries (IMI). O comprimento é de 3,97 m de comprimento e envergadura de 2,7m. O peso do veículo, incluindo uma carga útil unitária modular de ogiva de 675 kg, é de 1.050 kg. A orientação é via GPS. As asas se desdobram depois que a arma é liberada da aeronave. Dois MSOVs podem ser transportados por um ´F-16.